# Hirmoneura texana
Hirmoneura texana är en tvåvingeart som beskrevs av Cockerell 1908. Hirmoneura texana ingår i släktet Hirmoneura och familjen Nemestrinidae.
Artens utbredningsområde är Texas. Inga underarter finns listade i Catalogue of Life.